# 司城子罕取宋
司城子罕取宋，亦作戴氏代宋、戴氏取宋，是指戰國中期由宋國時任司城的子罕（應為宋戴公後人）廢掉宋桓公（或作宋桓侯）而自立，是為宋剔成君。《史記》未有說明宋國被篡一事，但這事件卻有在《竹書紀年》記載。具體發生的日期不詳，大約發生在前356年至前350年之間。近代有人認為，魏惠王十四年（前356年）魯、衛、宋、韓朝魏後，隔年（前355年）宋與齊、趙兩國在平陸會晤，隨後即與魏國爆發衝突；這種變化可能與宋桓公 (戰國時期)被廢有關，疑此年即宋君子罕元年。

## 其他
- 田氏代齐
- 太宰欣取郑
- 单氏取周
- 易牙取卫
- 三家分晋
- 子南氏取卫